# PGF/TikZ

Ejemplo de gráficos creados con TikZ.

PGF/TikZ  es una herramienta para la producción de gráficos vectoriales a partir de una descripción algebraica/geométrica. PGF es un lenguaje de bajo nivel, mientras que TikZ es un conjunto de macros de alto nivel que utiliza PGF. Los comandos de PGF y TikZ se invocan como macros TeX, pero a diferencia de PSTricks, los gráficos PGF/TikZ están descriptos en un lenguaje que reensambla MetaPost. Till Tantau es el diseñador de estos lenguajes, y también el desarrollador principal del único intérprete conocido para PGF y TikZ, los cuales están escritos en TeX. PGF es un acrónimo para "Portable Graphics Format". TikZ se incorporó en la versión 1.10 de PGF, y su acrónimo recursivo significa "TikZ ist kein Zeichenprogramm", que significa  en idioma alemán "TikZ no es un programa de dibujo".
El intérprete PGF/TikZ puede usarse en paquetes de macros LaTeX y ConTeXt, y también directamente en el original TeX. Ya que TeX no está dirigido a gráficos, el intérprete soporta varias salidas TeX: dvips, dvipdfm/dvipdfmx/xdvipdfmx, TeX4ht, y pdftex. A diferencia de PStricks, PGF puede producir directamente salidas tanto en PostScript como en PDF, pero no puede utilizar algunas características más avanzadas de programación PostScript que PStricks  que si puede usar. PGF/TikZ tiene una extensiva documentación y, de hecho, el manual de la versión 3.1.4b posee 1302 páginas.
Varios editores gráficos pueden producir salidas PGF/TikZ tal como el programa Cirkuit en KDE, y el programa de matemáticas GeoGebra. También es posible exportar a TikZ con extensiones en Inkscape, Blender, MATLAB, matplotlib, Gnuplot y R.